# Angaria melanacantha
Angaria melanacantha (nomeada, em inglês, black-tankard angaria ou imperial delphinula, antes considerada uma forma de Angaria delphinus (Linnaeus, 1758) cuja denominação, no século XX, fora Angaria delphinus f. melanacantha) é uma espécie de molusco gastrópode marinho do gênero Angaria, táxon monotípico da família Angariidae (no passado, na família Trochidae). Foi classificada por Lovell Augustus Reeve, em 1842; denominada Delphinula melanacantha, na obra Conchologia Systematica. É endêmica do Pacífico Ocidental, nas Filipinas, Sudeste Asiático.

## Descrição da concha
Concha de até 7 centímetros, bastante espessa e com espiral moderadamente alta, dotada de umbílico profundo e largo, em vista inferior; com sua abertura circular e desprovida de canal sifonal, possuindo uma camada interna de madrepérola. É caracterizada por sua elegante fileira de projeções espiniformes e curvas, colocadas nas margens laterais e superiores de suas voltas; além de ter a superfície bastante esculpida por outras projeções de menor tamanho, acompanhando as voltas de sua espiral. Opérculo córneo, marrom, dotado de círculos concêntricos como relevo.

## Habitat
Angaria melanacantha ocorre em águas da zona nerítica, em costas rochosas e coralinas.